# Ministro das Relações Institucionais
Denomina-se Ministro de Estado Chefe da Secretaria de Relações Institucionais os coordenadores da Secretaria de Relações Institucionais, órgão vinculado à Presidência da República brasileira.

## Atribuições
São atribuições do Ministro das Relações Institucionais:
- I - coordenação política do Governo;
- II - condução do relacionamento do Governo com o Congresso Nacional e os Partidos Políticos;
- III - interlocução com os Estados, o Distrito Federal e os Municípios; e
- IV - coordenação e secretariado do funcionamento do Conselho de Desenvolvimento Econômico e Social.

## Ministros-chefe
| N°            | Ministro                        | Início                 | Fim                    | Presidente                |
| ------------- | ------------------------------- | ---------------------- | ---------------------- | ------------------------- |
| 1             | Jaques Wagner                   | 20 de julho de 2005    | 31 de março de 2006    | Luiz Inácio Lula da Silva |
| 2             | Tarso Genro                     | 3 de abril de 2006     | 16 de março de 2007    | Luiz Inácio Lula da Silva |
| 3             | Walfrido dos Mares Guia         | 23 de março de 2007    | 26 de novembro de 2007 | Luiz Inácio Lula da Silva |
| 4             | José Múcio                      | 26 de novembro de 2007 | 28 de setembro de 2009 | Luiz Inácio Lula da Silva |
| 5             | Alexandre Padilha               | 28 de setembro de 2009 | 31 de dezembro de 2010 | Luiz Inácio Lula da Silva |
| 6             | Luiz Sérgio Nóbrega de Oliveira | 1 de janeiro de 2011   | 10 de junho de 2011    | Dilma Rousseff            |
| 7             | Ideli Salvatti                  | 10 de junho de 2011    | 1 de abril de 2014     | Dilma Rousseff            |
| 8             | Ricardo Berzoini                | 1 de abril de 2014     | 1 de janeiro de 2015   | Dilma Rousseff            |
| 9             | Pepe Vargas                     | 1 de janeiro de 2015   | 7 de abril de 2015     | Dilma Rousseff            |
| Extinta       | Extinta                         | 7 de abril de 2015     | 7 de abril de 2015     | Dilma Rousseff            |
| Reconstituído | Reconstituído                   | 1 de janeiro de 2023   | 1 de janeiro de 2023   | Luiz Inácio Lula da Silva |
| 10            | Alexandre Padilha               | 1 de janeiro de 2023   | –                      | Luiz Inácio Lula da Silva |

1. ↑  «Luiz Inácio Lula da Silva - 27.º Período de Governo Republicano». Presidência da República. Consultado em 31 de janeiro de 2011
2. ↑  «Luiz Inácio Lula da Silva - 28.º Período de Governo Republicano». Presidência da República. Consultado em 31 de janeiro de 2011
3. ↑  «Dilma Rousseff - 29.º Período de Governo Republicano». Presidência da República. Consultado em 31 de janeiro de 2011
4. ↑  «Ideli Salvatti assume o ministério das Relações Institucionais». O Dia Online. 10 de junho de 2011. Consultado em 10 de junho de 2011[ligação inativa]
5. ↑  «Diário Oficial da União de 1 de janeiro de 2023». Imprensa Nacional. Consultado em 1 de janeiro de 2023